# Theodor Loos
Theodor Loos, né le 18 mai 1883 à Zwingenberg (Empire allemand) et mort le 27 juin 1954 à Stuttgart (Allemagne de l'Ouest) est un acteur allemand.

## Biographie
Fils d'un horloger, Theodor Loos quitta prématurément l'école pour travailler pendant 3 ans chez un exportateur d'instruments de musique et chez son oncle, marchand d'art. Il devint ensuite acteur et ses engagements théâtraux le menèrent à Leipzig, Danzig, Francfort-sur-le-Main et Berlin. Sa carrière cinématographique, commencée en 1913, le fit tourner dans plus de 170 films sous la direction, entre autres, de Fritz Lang et Richard Oswald.
En 1942, Theodor Loos travailla à la Großdeutscher Rundfunk, (« radio de la Grande Allemagne »), programme unifié de radiodiffusion national-socialiste dans le troisième Reich, du 1er janvier 1939 à la fin de la Seconde Guerre mondiale en août 1945.

## Filmographie partielle
- 1916 : Frau Eva de Robert Wiene
- 1920 : Der Reigen de Richard Oswald
- 1921 : Lady Hamilton de Richard Oswald
- 1922 : Othello de Dimitri Buchowetzki
- 1924 : Les Nibelungen
- 1926 : Manon Lescaut d'Arthur Robison
- 1927 : Bigamie
- 1927 : Les Tisserands
- 1927 : Petronella
- 1927 : Metropolis de Fritz Lang
- 1928 : Luther – Ein Film der deutschen Reformation
- 1928 : Le Chant du prisonnier (Heimkehr) de Joe May
- 1929 : Sainte-Hélène (Napoleon auf St. Helena) de Lupu Pick
- 1930 : Le Concert de flûte de Sans-Souci de Gustav Ucicky
- 1931 : M le maudit de Fritz Lang
- 1931 : L'amour dispose (Ich geh' aus und Du bleibst da) de Hans Behrendt
- 1931 : Yorck de Gustav Ucicky
- 1931 : Die andere Seite de Heinz Paul
- 1931 : 1914, fleurs meurtries (1914, die letzten Tage vor dem Weltbrand), de Richard Oswald
- 1932 : Die elf Schill'schen Offiziere
- 1932 : Schuß im Morgengrauen d'Alfred Zeisler
- 1932 : Trenck - Der Roman einer großen Liebe (de) : Friedrich II
- 1933 : Le Testament du docteur Mabuse de Fritz Lang
- 1935 : La Fille des marais
- 1935 : Le Haut Commandement (Der höhere Befehl) de Gerhard Lamprecht
- 1936 : Verräter de Karl Ritter
- 1937 : Le Cuirassé Sebastopol de Karl Anton
- 1939 : La Lutte héroïque
- 1942 : Rembrandt